# Torrecuadradilla
Torrecuadradilla község Spanyolországban, Guadalajara tartományban. Torrecuadradilla Abánades, Sacecorbo, Canredondo, Cifuentes és Torremocha del Campo községekkel határos. Lakosainak száma 28 fő (2024).

## Népesség
A település népessége az utóbbi években az alábbiak szerint változott:
| Lakosok száma | 60   | 51   | 47   | 42   | 35   | 29   | 29   | 24   | 28   | 28   |
|               | 2001 | 2004 | 2006 | 2009 | 2011 | 2014 | 2016 | 2019 | 2021 | 2024 |